# Qui a tué Roger Ackroyd ?
Qui a tué Roger Ackroyd ? est un essai de Pierre Bayard paru aux Éditions de Minuit en 1998 dans la collection Paradoxe, puis réédité en 2002 dans la collection Reprise, accompagné d'un commentaire de Josyane Savigneau et  en 2008 dans la collection Double.
Pierre Bayard analyse le célèbre roman d'Agatha Christie, Le Meurtre de Roger Ackroyd. Partant de l'hypothèse qu'Hercule Poirot s'est trompé, il se livre à une contre-enquête qui lui permet de découvrir le « vrai » coupable. C'est l'occasion d'une analyse critique de ce qui nous est donné pour vrai dans un roman, ainsi que d'une étude de la part de délire propre à toute interprétation, que ce soit celle d'un enquêteur ou d'un critique littéraire.

## Éditions
En français
- Pierre Bayard, Qui a tué Roger Ackroyd ?, les Éditions de Minuit, coll. « Paradoxe », Paris, 1998, 169 p.,  (ISBN 2-7073-1653-9), (BNF 36998034).
- Pierre Bayard, Qui a tué Roger Ackroyd ?, suivi d'un article de Josyane Savigneau, Arrêt sur énigme (initialement publié dans Le Monde du 20 novembre 1998), les Éditions de Minuit, coll. « Reprise », Paris, 2002, 173 p.,  (ISBN 2-7073-1809-4), (BNF 38932342).
- Pierre Bayard, Qui a tué Roger Ackroyd ? (avec une postface de Josyane Savigneau), les Éditions de Minuit, coll. « Double » no 55, Paris, 2008, 188 p.,  (ISBN 978-2-7073-2043-8), (BNF 41263583).

En anglais
- (en) Pierre Bayard, Who Killed Roger Ackroyd? : the Mystery Behind the Agatha Christie Mystery (translated by Carol Cosman), New Press, New York, 2000, xii, 160 p.,  (ISBN 156584579X), (LCCN 99054834).